# Francia en la Copa Mundial de Fútbol de 1986
La Selección de fútbol de Francia es uno de los 24 países participantes en la Copa Mundial de Fútbol de 1986 realizada en México.
Al comenzar el torneo, Francia era uno de los favoritos para ganar el título, porque tenía gran parte del plantel, que obtuvo el cuarto lugar en la edición de España 1982 y fue campeón de la Eurocopa 1984, y se esforzó para quedarse con el tercer lugar. Francia fue incluida en el grupo C junto con Unión Soviética, Hungría y la débil Canadá, que debutaba en los mundiales y por ser el cabeza de serie de ese grupo, tuvo que jugar los 3 partidos de su grupo, en la ciudad de León. Francia comenzó su participación, justamente ante el seleccionado canadiense, ganando por 1:0, luego logró una importante empate a un gol ante la Unión Soviética y después derrotó por 3:0 a su similar de Hungría. Francia terminó empatado en el primer lugar de su grupo, junto a la Unión Soviética con 5 puntos, pero terminó segundo por peor diferencia de goles, clasificando junto a los soviéticos a la fase de los 16 mejores. En octavos de final, los franceses lograron un importante triunfo en Ciudad de México, tras vencer a la Italia (que defendía el título ganado hace 4 años en España) por 2:0, y, en cuartos de final, Francia se trasladó hacia Guadalajara, donde derrotó a Brasil por 5:4 en una definición por penaltis, luego de haber empatado a un gol. Luego Francia se quedó en Guadalajara para las semifinales, pero salieron derrotados por la subcampeona Alemania Federal (quien fue su verdugo hace 4 años en España, en esa misma fase) por 2:0, pero después se recuperaron al obtener el tercer lugar, al vencer a su similar de Bélgica por 4:2, cuyo partido se disputó en Puebla.pero antes de su iniciación en el mundial, entreno en el estadio de Tlaxcala debido a que no había estadios tan cercanos el estadio cuenta con una placa conmemorativa a su entrenamiento ahora es el estadio de Coyotes

## Clasificación

### Grupo 4
| Pos. | Equipo               | Pts. | PJ | G | E | P | GF | GC | Dif. | Clasificación |     | FRA | BUL | GDR | YUG | LUX |
| ---- | -------------------- | ---- | -- | - | - | - | -- | -- | ---- | ------------- | --- | --- | --- | --- | --- | --- |
| 1    | Francia              | 16   | 8  | 5 | 1 | 2 | 15 | 4  | +11  | Clasificado   |     | —   | 1-0 | 2–0 | 2–0 | 6–0 |
| 2    | Bulgaria             | 16   | 8  | 5 | 1 | 2 | 13 | 5  | +8   | Clasificado   |     | 2–0 | —   | 1–0 | 2–1 | 4–0 |
| 3    | Alemania Democrática | 15   | 8  | 5 | 0 | 3 | 16 | 9  | +7   |               |     | 2–0 | 2–1 | —   | 2–3 | 3–1 |
| 4    | Yugoslavia           | 11   | 8  | 3 | 2 | 3 | 7  | 8  | −1   |               | 0–0 | 0–0 | 1–2 | —   | 1–0 |     |
| 5    | Luxemburgo           | 0    | 8  | 0 | 0 | 8 | 2  | 27 | −25  |               | 0–4 | 1–3 | 0–5 | 0–1 | —   |     |

 Fuente: 

## Primera fase

### Grupo C
| Equipo          | Pts | PJ | PG | PE | PP | GF | GC | Dif |
| --------------- | --- | -- | -- | -- | -- | -- | -- | --- |
| Unión Soviética | 5   | 3  | 2  | 1  | 0  | 9  | 1  | 8   |
| Francia         | 5   | 3  | 2  | 1  | 0  | 5  | 1  | 4   |
| Hungría         | 2   | 3  | 1  | 0  | 2  | 2  | 9  | -7  |
| Canadá          | 0   | 3  | 0  | 0  | 3  | 0  | 5  | -5  |

| 1 de junio de 1986, 16:00 | Canadá | 0:1 (0:0) | Francia   | Estadio Nou Camp, León                                           |                                                                  |
|                           |        | Reporte   | Papin 79' | Asistencia: 25.500 espectadores Árbitro(s): Hernan Silva (Chile) | Asistencia: 25.500 espectadores Árbitro(s): Hernan Silva (Chile) |

| 5 de junio de 1986, 12:00 | Francia       | 1:1 (0:0) | Unión Soviética | Estadio Nou Camp, León                                                    |                                                                           |
|                           | Fernández 62' | Reporte   | Rats 53'        | Asistencia: 36.540 espectadores Árbitro(s): Romualdo Arppi Filho (Brasil) | Asistencia: 36.540 espectadores Árbitro(s): Romualdo Arppi Filho (Brasil) |

| 9 de junio de 1986, 12:00 | Hungría | 0:3 (0:1) | Francia                                  | Estadio Nou Camp, León                                                         |                                                                                |
|                           |         | Reporte   | Stopyra 29' · Tigana 62' · Rocheteau 84' | Asistencia: 31.420 espectadores Árbitro(s): Carlos A. Silva Valente (Portugal) | Asistencia: 31.420 espectadores Árbitro(s): Carlos A. Silva Valente (Portugal) |

### Octavos de final
| 17 de junio de 1986, 12:00 | Francia                   | 2:0 (1:0) | Italia | Estadio Olímpico, Ciudad de México                                      |                                                                         |
|                            | Platini 15' · Stopyra 57' | Reporte   |        | Asistencia: 70.000 espectadores Árbitro(s): Carlos Espósito (Argentina) | Asistencia: 70.000 espectadores Árbitro(s): Carlos Espósito (Argentina) |

### Cuartos de final
| 21 de junio de 1986, 12:00 | Brasil                                          | 1:1 (1:1, 1:1) (t. s.)(3:4 p.) | Francia                                          | Estadio Jalisco, Guadalajara                                    |                                                                 |
|                            | Careca 17'                                      | Reporte                        | Platini 41'                                      | Asistencia: 65.000 espectadores Árbitro(s): Ioan Igna (Rumania) | Asistencia: 65.000 espectadores Árbitro(s): Ioan Igna (Rumania) |
|                            |                                                 | Tiros desde el punto penal     |                                                  |                                                                 |                                                                 |
|                            | Sócrates · Alemão · Zico · Branco · Júlio César |                                | Stopyra · Amoros · Bellone · Platini · Fernández |                                                                 |                                                                 |

### Semifinales
| 25 de junio de 1986, 12:00 | Francia | 0:2 (0:1) | Alemania Federal       | Estadio Jalisco, Guadalajara                                       |                                                                    |
|                            |         | Reporte   | Brehme 9' · Völler 90' | Asistencia: 45.000 espectadores Árbitro(s): Luigi Agnolin (Italia) | Asistencia: 45.000 espectadores Árbitro(s): Luigi Agnolin (Italia) |

### Tercer lugar
| 28 de junio de 1986 | Francia                                                      | 4:2 (2:1, 2:2) (t. s.) | Bélgica                     | Estadio Cuauhtémoc, Puebla                                               |                                                                          |
|                     | Ferreri 27' · Papin 43' · Genghini 104' · Amoros 111' (pen.) | Reporte                | Ceulemans 11' · Claesen 73' | Asistencia: 21.000 espectadores Árbitro(s): George Courtney (Inglaterra) | Asistencia: 21.000 espectadores Árbitro(s): George Courtney (Inglaterra) |

| FRANCIA                                             | BÉLGICA                                                               |
| --------------------------------------------------- | --------------------------------------------------------------------- |
| 22 Albert Rust                                      | 1 Jean-Marie Pfaff                                                    |
| 4 Patrick Battiston                                 | 5 Michel Renquin                                                      |
| 5 Michel Bibard                                     | 2 Eric Gerets                                                         |
| 7 Yvon Le Roux                                      | 13 Georges Grun                                                       |
| 2 Manuel Amorós                                     | 21 Stephane Demol                                                     |
| 14 Jean Tigana                                      | 22 Patrick Vervoort                                                   |
| 11 Jean-Marc Ferreri                                | 8 Enzo Scifo                                                          |
| 13 Bernard Genghini                                 | 11 Jan Ceulemans                                                      |
| 15 Philippe Vercruysse                              | 17 Raymond Mommens                                                    |
| 16 Bruno Bellone                                    | 18 Daniel Veyt                                                        |
| 17 Jean-Pierre Papin                                | 16 Nico Claesen                                                       |
| DT Henri Michel                                     | DT Guy Thys                                                           |
| Cambios Bossis (Le Roux, 55') Tusseau (Tigana, 83') | Cambios Van Der Elst, F. (Renquin, 45') Van Der Elst, L. (Scifo, 63') |
| Amonestados                                         | Amonestados Pfaff (63')                                               |

## Desenlace
La hazaña de México ’86, con un tercer puesto, marca el fin de una generación excepcional. Tras el mundial, jugadores clave como Rocheteau, Bossis y Giresse anuncian su retiro internacional. Un año más tarde, y aunque las eliminatorias para la Eurocopa de 1988 ya están mal comprometidas para el equipo francés, Michel Platini pone definitivamente fin a su carrera. Jean Tigana se retiró del equipo francés en 1987, luego volvió a jugar a fines de 1988 en un partido contra Yugoslavia donde Francia perdió 3-2.
La transición es demasiado abrupta, y la nueva generación sucesivamente no se clasifica para la Eurocopa de 1988 ni para la Copa Mundial de Fútbol de 1990. El empate contra la selección chipriota del 22 de octubre de 1988 impulsa a Claude Bez, el influyente presidente de Girondins de Bordeaux, al puesto de superintendente del equipo de Francia, un puesto creado especialmente para él. Claude Bez luego nombró a Michel Platini para dirigir la selección en noviembre de 1988, poco más de un año después de su retiro como jugador. Reemplaza a Henri Michel, expulsado tras el mal comienzo de los Bleus en la fase de clasificación para la Copa Mundial de 1990.